# Ferdinand Perels

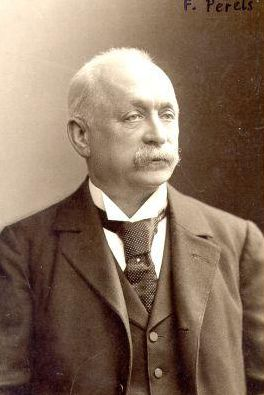
Ferdinand Perels

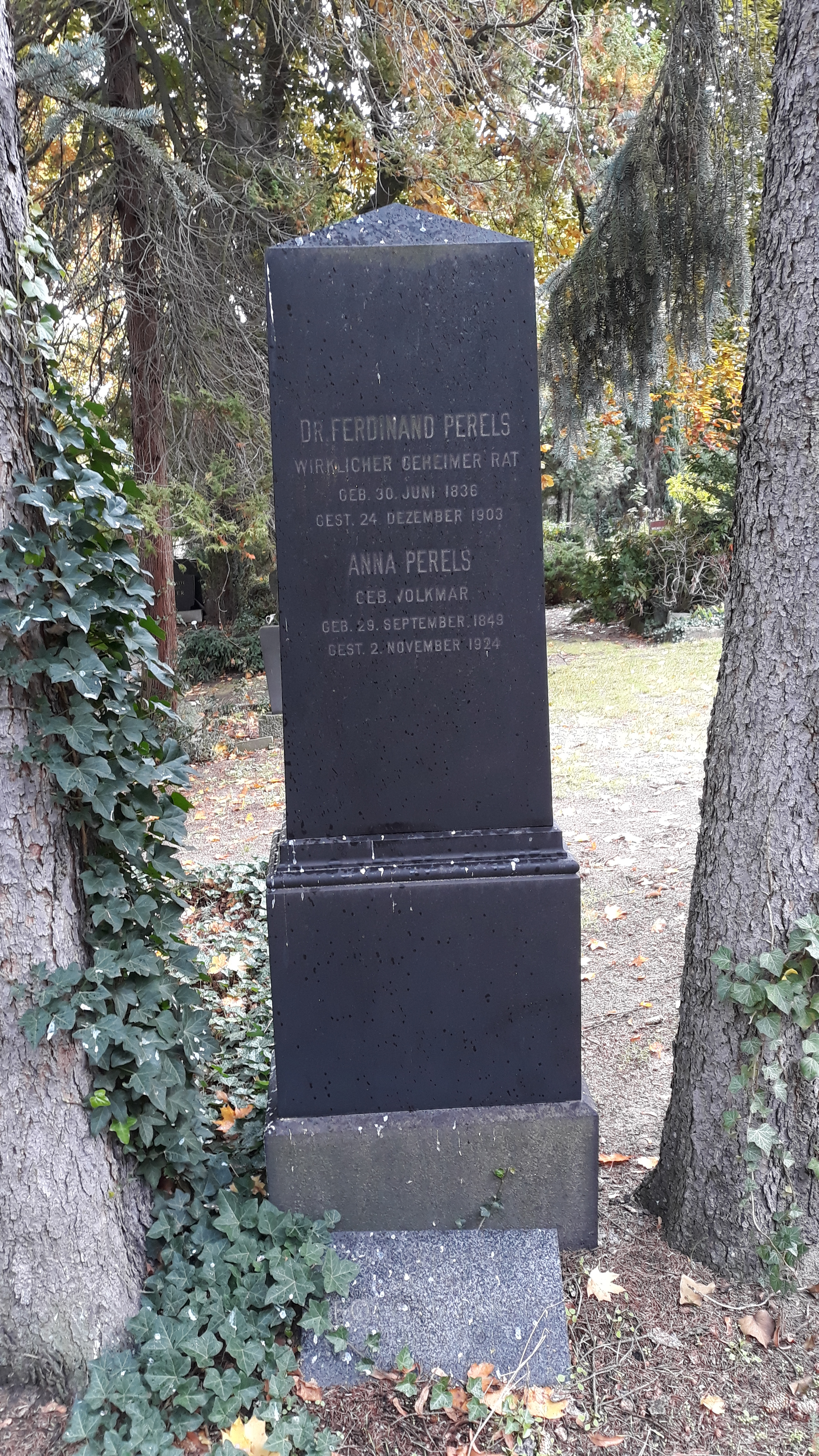
Das Grab von Ferdinand Perels und seiner Ehefrau Anna geborene Volkmar auf dem Friedhof der Evangelischen Kaiser-Wilhelm-Gedächtnisgemeinde in Berlin.

Paul Ferdinand Perels (* 30. Juni 1836 in Berlin; † 24. Dezember 1903 in Deutsch-Wilmersdorf) war ein deutscher Militärjurist und Seerechtler.

## Leben
Ferdinand Perels studierte in Berlin zuerst Naturwissenschaften und anschließend die Rechte. Als getaufter Jude trat er 1857 in den Justizdienst des Königreichs Preußen und wurde 1862 Assessor. 1863 wechselte er in den Militärjustizdienst und wurde Garnisonsauditeur in Spandau. 1867 trat er in die Marine des Norddeutschen Bundes und wurde Lehrer für Völkerrecht, Seerecht und Militärrecht an der Marineakademie und -schule (Kiel).
Seit 1877 Admiralitätsrat und Auditeur der Kaiserlichen Admiralität, wurde er 1889 bis 1902 zum Direktor des Verwaltungsdepartements im Reichsmarineamt und zu Preußens stellvertretendem Bevollmächtigten zum Bundesrath des Deutschen Reiches ernannt.
1900 hielt er als Honorarprofessor Vorlesungen über internationales und deutsches Seerecht an der Friedrich-Wilhelms-Universität Berlin. Pensioniert wurde er als Wirkl. Geh. Admiralitätsrat; verbunden war damit der Titel Exzellenz.
Ferdinand Perels starb 1903 im Alter von 67 Jahren in seiner Wohnung in der Fasanenstraße 78 in Deutsch-Wilmersdorf. Sein Grab befindet sich auf dem Kaiser-Wilhelm-Gedächtnis-Friedhof in Berlin-Westend.

## Familie
Ferdinand Perels heiratete Anna Volkmar (1849–1924), eine Tochter des Juristen Leopold Volkmar. Ihr Sohn Kurt Perels beging 1933 Suizid. Ein weiterer Sohn, der Historiker Ernst Perels, starb 1945 an Erschöpfung wenige Tage nach der Befreiung aus dem KZ Flossenbürg. Einer ihrer vier Enkel, der Jurist Friedrich Justus Perels, wurde als Widerstandskämpfer im Februar 1945 vom Volksgerichtshof zum Tode verurteilt und gut zwei Wochen vor dem Ende des Dritten Reichs von einem Sonderkommando des Reichssicherheitshauptamts erschossen.
Die Nichte von Ferdinand Perels, Frida Becher von Rüdenhof (geb. Perels) (1874–1951), überlebte den Holocaust in Wien als Ärztin, die für die Behandlung der jüdischen Bevölkerung in Wien zuständig war.

## Werke
- Das internationale öffentliche Seerecht der Gegenwart, Berlin 1882; 2. Auflage 1903; 1884 ins Französische und Russische übersetzt
- Handbuch des allgemeinen öffentlichen Seerechts im Deutschen Reiche, Berlin 1884
- Die Rechtstellung der Kriegsschiffe in fremden Hoheitsgewässern, Berlin 1886
- Das Reichsbeamtengesetz (verfasst zusammen mit Spilling), Berlin 1890; 2. Auflage 1906
- Verhalten der Seeschiffe bei unsichtigem Wetter nach dem internationalen Seestraßenrecht, Berlin 1898

Unter Perels’ Leitung erschien:
- Das allgemeine öffentliche Seerecht im Deutschen Reiche, Sammlungen der Gesetze und Verordnungen …, Berlin 1901, mit Ergänzungen